# Dunite
La dunite è una roccia magmatica intrusiva di tipo ultrafemico (SiO2 < 45% in peso). È costituita da oltre il 90% di olivina, con piccole quantità di altri minerali femici. Fa parte della famiglia delle peridotiti. Ha una tessitura faneritica, per lo più equigranulare e xenomorfica. La grana è grossa e il colore verde oliva più o meno scuro.

## Etimologia
Il nome dunite deriva dal nome dei monti Dun, presso Nelson, nella parte settentrionale dell'Isola del Sud della Nuova Zelanda, dove venne scoperta dal geologo austriaco Ferdinand von Hochstetter nel 1859.

## Mineralogia

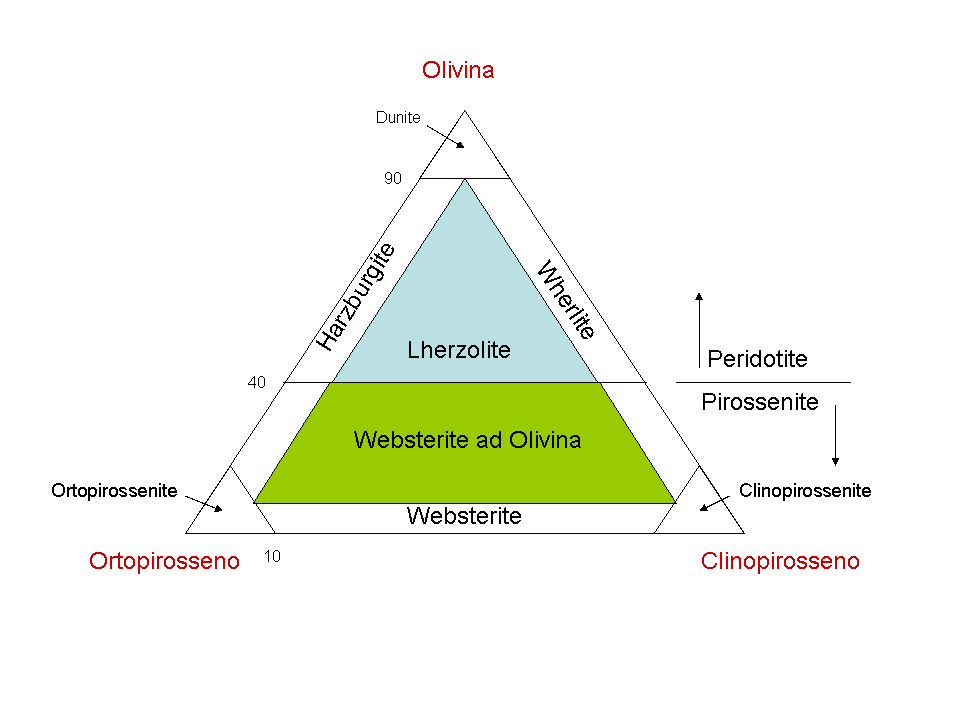
Fig. 1. Diagramma classificativo delle rocce ultrabasiche (M>90%) a olivina, orto- e clinopirosseno su base modale

La dunite si colloca nella parte alta del diagramma classificativo delle rocce magmatiche ultrabasiche con M > 90% in peso (fig. 1). Oltre all'olivina, nettamente dominante, vi possono essere piccole percentuali di orto- e/o clinopirosseno, cromite, magnetite e granato piropo. Quando portate in superficie, le duniti subiscono quasi sempre un metamorfismo retrogrado che le altera in serpentiniti e talcoscisti.

## Composizione chimica e norma
|       | % in peso |
| ----- | --------- |
| SiO2  | 41,04     |
| TiO2  | 0,10      |
| Al2O3 | 1,95      |
| Fe2O3 | 3,85      |
| FeO   | 10,05     |
| MnO   | 0,76      |
| MgO   | 40,66     |
| CaO   | 1,08      |
| Na2O  | 0,21      |
| K2O   | 0,09      |
| P2O5  | 0,21      |

|            | % in peso |
| ---------- | --------- |
| Corindone  | 0,80      |
| Ortoclasio | 0,47      |
| Albite     | 1,69      |
| Anortite   | 1,17      |
| Iperstene  | 14,48     |
| Olivina    | 67,38     |
| Magnetite  | 5,20      |
| Ilmenite   | 0,18      |
| Apatite    | 0,47      |

## Giacitura
La dunite è la più ricca di olivina tra le rocce del gruppo delle peridotiti e insieme a queste costituisce la maggior parte del mantello terrestre a profondità inferiori a 400 km. Si trova raramente all'interno di rocce continentali ma, quando compare, occupa tipicamente la base di alcune sequenze ofiolitiche, dove placche di rocce mantelliche in una zona di subduzione sono state sovrascorse sopra le rocce continentali da un processo di obduzione. Si trova anche nei massicci peridotitici alpini, che rappresentano scaglie di mantello litosferico subcontinentale sollevato durante i processi di collisione continentale che danno origine agli orogeni.

## Origine delle duniti
Le duniti possono essere il residuo refrattario rimasto dopo l'estrazione dei magmi basaltici nel mantello superiore. Un altro meccanismo di genesi può essere l'interazione nel mantello tra lherzolite o harzburgite e i fusi silicatici percolanti, che dissolvono l'ortopirosseno lasciando un residuo arricchito in olivina. Un terzo meccanismo può essere l'accumulo di cristalli di olivina alla base di grandi camere magmatiche di basalti o picriti. Queste olivine cumulitiche spesso si trovano in intrusioni stratificate, associate a livelli cumulitici di wehrlite, olivin-pirosseniti, harzburgiti ed eventualmente cromititi (cumuliti formate prevalentemente da cromite).

## Distribuzione ed età
Le piccole intrusioni stratificate a duniti cumulitiche hanno un ampio spettro di età. Le più conosciute sono il sill triassico di Palisades, nello stato di New York, e l'intrusione stratificata del Complesso di Skaergaard, in Groenlandia, dell'Eocene. Le più grandi intrusioni stratificate (decine di km2 di estensione) sono quasi tutte di età proterozoica, come il complesso igneo di Stillwater nel Montana, l'intrusione Muskox in Canada e il Great Dike nello Zimbabwe. Duniti cumulitiche si trovano anche nei complessi ofiolitici, associati a strati di wehrliti, pirosseniti e  gabbri, come nel complesso ofiolitico di Leka, in Norvegia.

Duniti non cumulitiche alla base di complessi ofiolitici obdotti si trovano in Europa nei Monti Troodos (Cipro)  e in Oman.
Estesi affioramenti di dunite si trovano negli Stati Uniti nel Monte Twin Sisters, nella catena delle cascate settentrionale (stato di Washington). Nella Columbia Britannica (Canada) le duniti si trovano al nucleo di un complesso ultramafico vicino alla piccola comunità di Tulameen; queste rocce localmente contengono metalli del gruppo del platino, cromite e magnetite.